# Ayegui
Ayegui település Spanyolországban, Navarra autonóm közösségben. Ayegui Aberin, Estella-Lizarra, Allín, Igúzquiza és Dicastillo községekkel határos. Lakosainak száma 2550 fő (2024).

## Népesség
A település népessége az elmúlt években az alábbi módon változott:
| Lakosok száma | 1044 | 1260 | 1568 | 1667 | 2026 | 2191 | 2346 | 2366 | 2488 | 2550 |
|               | 2001 | 2004 | 2007 | 2009 | 2012 | 2014 | 2017 | 2019 | 2022 | 2024 |